# دیوری گردن

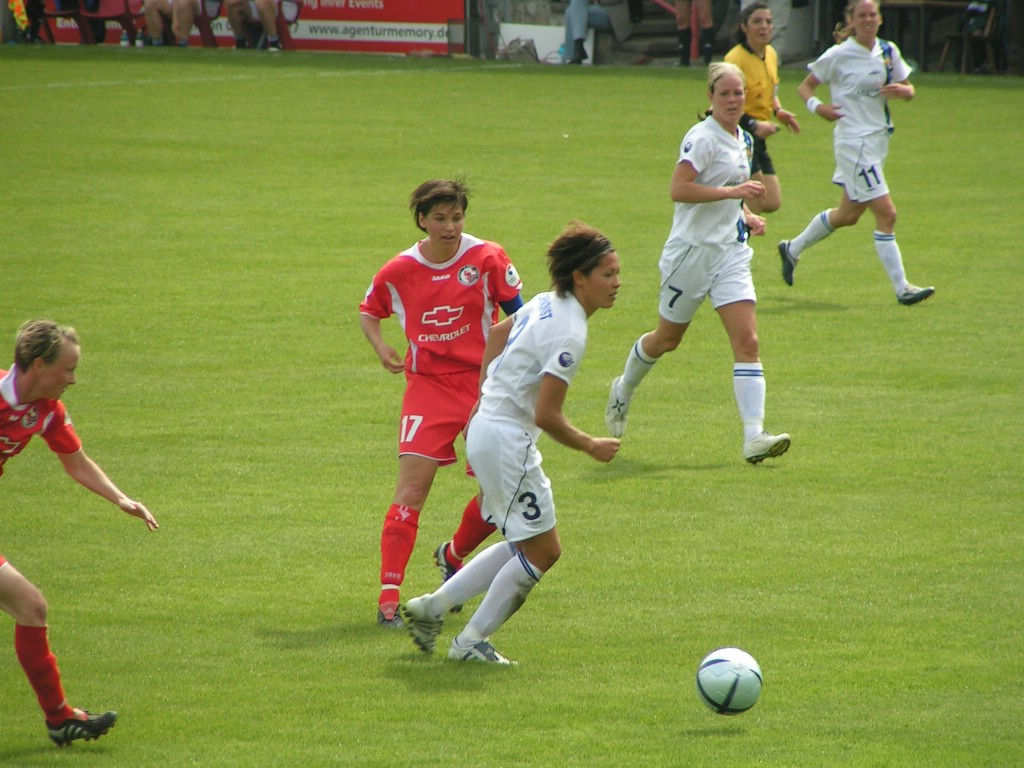

 دیوری گردن ای اف دام(به سوئدی:Djurgården) یک باشگاه فوتبال در استکهلم پایتخت سوئد است.این باشگاه در سال ۲۰۰۳ و زمانی که بخش زنان باشگاه های دیوری گردن اف و الفو ایک با یکدیگر ادغام شدند به وجود آمد.این باشگاه دوازده فصل را در دامال سوئنسکان (لیگ برتر زنان سوئد) بوده است.

## افتخارات

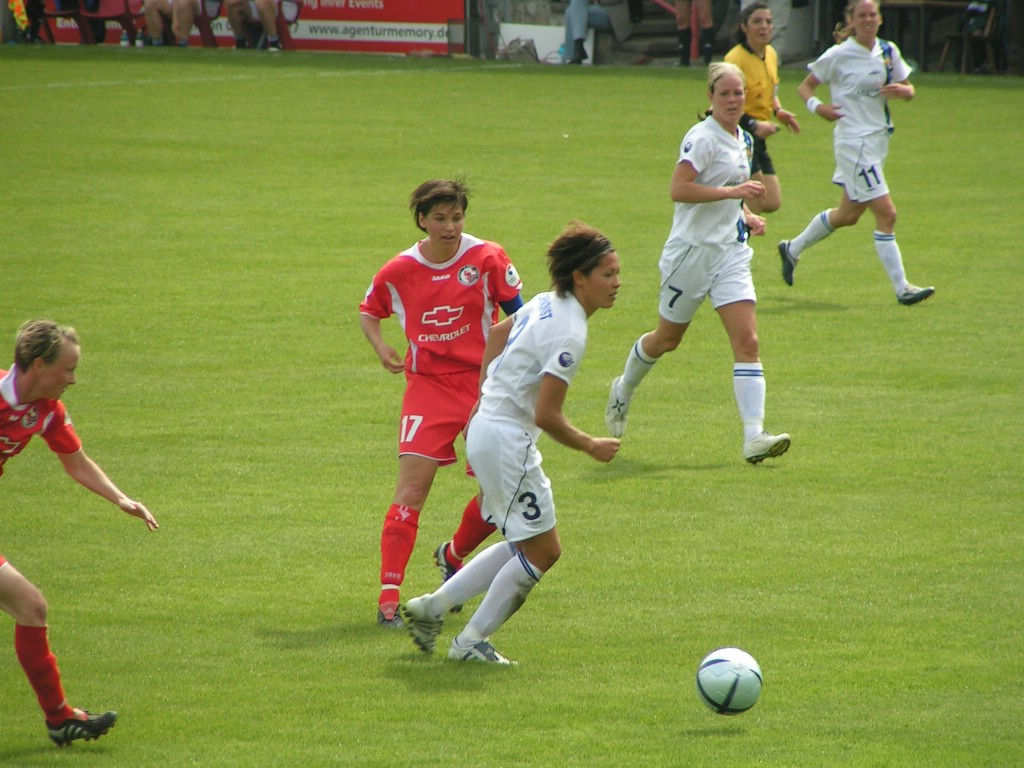
Djurgården/Älvsjö at UEFA-Women's Cup Final 2005 in Potsdam, Germany

### کشوری

#### لیگ
- دامال سوئنسکان:
  - قهرمان (۲ مرتبه): ۲۰۰۳، ۲۰۰۴
  - نایب قهرمان (۳ مرتبه): ۱۹۹۱، ۲۰۰۶، ۲۰۰۷
- لیگ دسته یک زنان سوئد:
  - قهرمان (۲ مرتبه): ۱۹۸۸، ۱۹۹۶
  - نایب قهرمان (۱ مرتبه): ۱۹۹۵
- Elitettan:
  - نایب قهرمان (۱ مرتبه): ۲۰۱۵

#### جام ها
- جام حذفی زنان سوئد:
  - قهرمان (۳ مرتبه): ۱۹۹۹–۲۰۰۰، ۲۰۰۴، ۲۰۰۵
  - نایب قهرمان (۳ مرتبه): ۱۹۹۸–۹۹، ۲۰۰۱، ۲۰۱۰

### اروپا
- لیگ قهرمانان اروپا:
  - نایب قهرمان (۱ مرتبه): فصل ۲۰۰۵-۲۰۰۴